# Католицький харизматичний рух

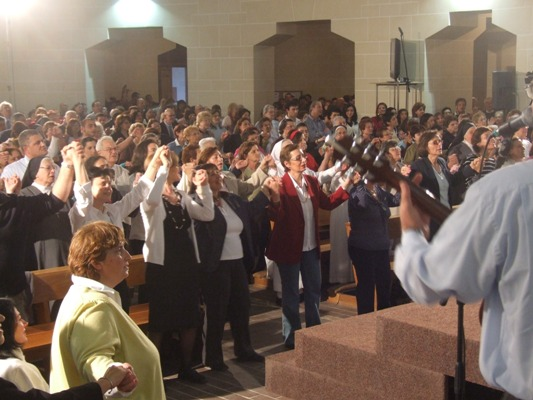
Молитва католиків-харизматів

Католицький харизматичний рух або Католицька харизматична онова — загальна назва різноманітних харизматичних спільнот, організації та груп.
На відміну від інших католицьких церковних рухів, рух не має єдиного осередку. Понтифікальна рада в справах мирян (лат. Pontificium Consilium Pro Laisic) координуючі органи цього Руху затвердила Католицьке братство спільнот і товариств харизматичного союзу (англ. The Catholic Fraternity Of Charismatic Covenant Communities And Fellowship) 30 листопада 1990 року та Міжнародну службу католицької харизматичної Онови (англ. International Catholic Charismatic Renewal Services) 14 вересня 1993 року.
За оцінками експертів зараз у світі нараховується більш ніж 140 мільйонів католиків-харизматів. Україна є єдиною європейською державою, яка не має свого католицького харизматичного національного комітету, хоча цей Рух присутній між католиками римського та візантійсько-українського обрядів з початку 90-х років XX століття.

## Історія
У 1966 році два професори католицького Університету Дюкейну у Піттсбурзі — Ральф Кайфер і Патрік Буржуа — зацікавилися рухом, що підкреслював роль Святого Духа, і це стало предметом їх досліджень. В січні 1967 Кайфер і Буржуа відвідали молитовне зібрання, на якому вони зрештою отримали хрещення Святим Духом. Наступного тижня, Кайфер покладав руки на інших професорів зі свого університету і вони також отримали переживання Святого Духа. Пізніше, в лютому, під час зібрання в Університеті Д'юкейн ще більше людей попросили Кайфера помолитися за них. Це призвело до явища у каплиці, в ході якого вони, а також інші присутні студенти, теж отримали Святого Духа і говорили іншими мовами. Кайфер надіслав новину про цю подію до Університету Нотр Дам, де пізніше відбулось схоже явище. Таким чином Рух почав поширюватися.
Перші католицькі харизматичні спільноти з'явилися вже у 1967 році у США та Колумбії. У 1976 році кардинал Леон Йозеф Суененс заснував у Брюсселі перший міжнародний католицький харизматичний координаційний центр, який у 1981 році переформатовано у Міжнародний офіс католицької харизматичної онови. У 1985 році Офіс був переміщений у Ватикан і з 1993 року був перейменований у Міжнародну службу католицької харизматичної Онови (міжнародна абревіатура ICCRS).
До симпатиків цього руху відносяться папи Павло VI, Іван-Павло II, Бенедикт XVI, видатні католицькі богослови Карл Ранер, Раньєро Канталаммеса, Рене Лаурентін, Геріберт Мюлен, Адам Мюлер, Франц Курт, Бернард Герінґ.